# آلخاندرو اورتیس (بازیکن فوتبال)
آلخاندرو اورتیس (اسپانیایی: Alejandro Ortíz‎؛ زادهٔ ۱ اوت ۱۹۵۸) بازیکن فوتبال اهل گواتمالا بود.
وی همچنین در تیم ملی فوتبال گواتمالا بازی کرده است.